# Ángelos Basinás
Ángelos Basinás (en grec : Άγγελος Μπασινάς), né le 3 janvier 1976, est un footballeur international grec qui évolue au poste de milieu.

## Biographie

### En club
En août 2010, il s'engage en faveur de l'AC Arles-Avignon, mais après seulement cinq rencontres disputées sous le maillot provençal, son contrat est résilié à l'amiable deux mois plus tard, pour des raisons familiales.

### En sélection
Il a remporté l'Euro 2004 avec l'équipe de Grèce où il s'illustre en marquant notamment face au Portugal lors du premier match de poules. C'est d'ailleurs lui qui adresse, sur corner, la passe décisive qui permet à Ángelos Charistéas d'inscrire, de la tête, le but de la victoire (1-0), en finale face au Portugal. 

## Carrière
- juin 1995-janvier 2006 : Panathinaïkos
- janvier 2006-juin 2008 : RCD Majorque
- juin 2008-janvier 2009 : AEK Athènes FC .
- janvier 2009-août 2010 : Portsmouth [2]
- août 2010-octobre 2010 : AC Arles-Avignon

## Palmarès
- Vainqueur du Championnat d'Europe de football : 2004
- Champion de Grèce : 1996-2004
- Coupe de Grèce de football : 2004